# چارلز لمرت
چارلز لمرت (به انگلیسی: Charles Lemert) (زاده ۱۹۳۷) جامعه‌شناس و نظریه‌پرداز اجتماعی آمریکایی‌ست. آثار او عمدتاً در زمینه نظریه اجتماعی، جهانی‌سازی، فرهنگ و جامعه‌شناسی دین است.

## شغل
تحصیلات
لمرت در سال ۱۹۷۲ پس از تکمیل کار در مدرسه الهیات آندوور نیوتن و دانشگاه میامی در اوهایو، دکترای خود را از دانشگاه هاروارد دریافت کرد. لمبرت زمانی که دانشجوی کارشناسی ارشد در دپارتمان روابط اجتماعی هاروارد بود، با تالکوت پارسونز و رابرت بلا درس خواند. مشاور پایان‌نامه او هاروی کاکس الهیات‌دان بود. در زمانی که رساله خود را به پایان رساند، عضو مرکز مطالعات شهری (یک مرکز مشترک با مؤسسه تکنولوژی ماساچوست (MIT) و هاروارد) بود. او همچنین در سال ۲۰۰۴ دکترای افتخاری را از دانشگاه غرب انگلستان، بریستول دریافت کرد.
موقعیت‌ها
لمرت، استاد بازنشسته جامعه‌شناسی جان سی. در حال حاضر، او عضو ارشد مرکز تحقیقات تطبیقی در دانشگاه ییل است. و او در دانشکده تحصیلات تکمیلی روانکاوی بوستون تدریس می‌کند.
در سال ۲۰۱۴، او به عنوان معاون اول رئیس دانشگاه در دانشگاه استرالیای جنوبی منصوب شد، جایی که او به مؤسسه تحقیقاتی هاوک کمک می‌کند.
لمرت سخنرانی‌های عمومی و مسترکلاس‌های متعددی را در مؤسسه پژوهشی هاوک، مؤسسه پژوهشی شاخص دانشگاه استرالیای جنوبی در علوم اجتماعی، علوم انسانی و هنرهای خلاق ارائه کرده‌است.
برخی از سخنرانی‌های او در برنامه‌های پخش شده توسط بنگاه خبررسانی استرالیا (ABC) پخش شده‌است.
او پیش از این، از سال ۱۹۷۷ تا ۱۹۸۱، استاد جامعه‌شناسی در دانشگاه ایلینوی جنوبی در کاربوندیل بود. او همچنین چندین بورسیه تحصیلی در موسسات مختلف از جمله مرکز جامعه‌شناسی اروپا برگزار کرده‌است: آموزش و فرهنگ، خانه علوم انسانی، مرکز جامعه‌شناسی اتودها، کالج ترینیتی (کانکتیکات)، دانشگاه کلمبیا و مؤسسه تکنولوژی ماساچوست. او عضو کالج ترینیتی (کنتیکت) است.
لمرت در حال حاضر همکار سرپرستی بی‌خانمان‌ها، کلیسای ترینیتی در سبز، کارشناس روابط اجتماعی و عضو هیئت مدیره، در خدمات مسکن محله نیوهیون، معاون استاد دانشگاه در مؤسسه هاوک، دانشگاه استرالیای جنوبی، آدلاید، و پژوهشگر ارشد، جامعه‌شناسی، دانشگاه ییل است.